# Pollo a la naranja
El pollo a la naranja es un plato chino originario de Hunan. La variedad de pollo a la naranja más frecuente en los restaurantes de comida rápida chino-estadounidenses consiste en trozos de pollo rebozados y fritos cubiertos con salsa agripicante con sabor a naranja, que se espesa o carameliza. Aunque el plato es muy popular en los Estados Unidos, se trata más de una variante del pollo General Tso que del auténtico plato chino.

## Recetas y variantes
El pollo a la naranja tradicional se fríe primero y luego se saltea en una salsa de soja ligeramente dulce condimentada con piel de naranja seca (chenpi) picada. A menudo se guarnece con verdura, como bok choy y zanahoria baby. Aunque es popular en China, el auténtico pollo a la naranja es prácticamente desconocido en Occidente, siendo más del gusto de los orientales.
La receta usada típicamente en Occidente usa zumo o cáscara de naranja fresca en lugar de piel seca, una gran cantidad de azúcar, y a menudo añade al plato brécol al vapor y guindilla seca.
La preparación de este puede ser bastante rápida si se toma un modo más sencillo; solo se necesitan unos cuantos ingredientes: Pechuga de pollo, aceite, harina de trigo, huevos, sal. 
Y para la salsa: Zumo de naranja, salsa de soja, azúcar y ajonjolí.